# Miloš Raičković
Miloš Raičković (in serbo Милош Раичковић?; Podgorica, 18 marzo 1994) è un calciatore montenegrino, centrocampista dell'Otrant-Olympic e della nazionale montenegrina.

## Carriera

### Club
Ha giocato nella prima divisione dei campionati montenegrino, malaysiano, sudcoreano e kazako.

### Nazionale
Dopo numerose presenze con le nazionali giovanili montenegrine Under-17, Under-19 ed Under-21, nel 2020 ha esordito in nazionale maggiore.

## Statistiche

### Cronologia presenze e reti in nazionale
| Cronologia completa delle presenze e delle reti in nazionale ― Montenegro | Cronologia completa delle presenze e delle reti in nazionale ― Montenegro | Cronologia completa delle presenze e delle reti in nazionale ― Montenegro | Cronologia completa delle presenze e delle reti in nazionale ― Montenegro | Cronologia completa delle presenze e delle reti in nazionale ― Montenegro | Cronologia completa delle presenze e delle reti in nazionale ― Montenegro | Cronologia completa delle presenze e delle reti in nazionale ― Montenegro | Cronologia completa delle presenze e delle reti in nazionale ― Montenegro |
| Data                                                                      | Città                                                                     | In casa                                                                   | Risultato                                                                 | Ospiti                                                                    | Competizione                                                              | Reti                                                                      | Note                                                                      |
| ------------------------------------------------------------------------- | ------------------------------------------------------------------------- | ------------------------------------------------------------------------- | ------------------------------------------------------------------------- | ------------------------------------------------------------------------- | ------------------------------------------------------------------------- | ------------------------------------------------------------------------- | ------------------------------------------------------------------------- |
| 7-10-2020                                                                 | Podgorica                                                                 | Montenegro                                                                | 1 – 1                                                                     | Lettonia                                                                  | Amichevole                                                                | -                                                                         | 72’                                                                       |
| 10-10-2020                                                                | Podgorica                                                                 | Montenegro                                                                | 2 – 0                                                                     | Azerbaigian                                                               | UEFA Nations League 2020-2021 - 1º turno                                  | -                                                                         | 81’                                                                       |
| 11-11-2020                                                                | Podgorica                                                                 | Montenegro                                                                | 0 – 0                                                                     | Kazakistan                                                                | Amichevole                                                                | -                                                                         |                                                                           |
| 2-6-2021                                                                  | Sarajevo                                                                  | Bosnia ed Erzegovina                                                      | 0 – 0                                                                     | Montenegro                                                                | Amichevole                                                                | -                                                                         | 75’                                                                       |
| 5-6-2021                                                                  | Podgorica                                                                 | Montenegro                                                                | 1 – 3                                                                     | Israele                                                                   | Amichevole                                                                | -                                                                         | 60’                                                                       |
| 1-9-2021                                                                  | Istanbul                                                                  | Turchia                                                                   | 2 – 2                                                                     | Montenegro                                                                | Qual. Mondiali 2022                                                       | -                                                                         | 57’                                                                       |
| 4-9-2021                                                                  | Eindhoven                                                                 | Paesi Bassi                                                               | 4 – 0                                                                     | Montenegro                                                                | Qual. Mondiali 2022                                                       | -                                                                         | 63’                                                                       |
| 13-11-2021                                                                | Podgorica                                                                 | Montenegro                                                                | 2 – 2                                                                     | Paesi Bassi                                                               | Qual. Mondiali 2022                                                       | -                                                                         | 80’                                                                       |
| 16-11-2021                                                                | Podgorica                                                                 | Montenegro                                                                | 1 – 2                                                                     | Turchia                                                                   | Qual. Mondiali 2022                                                       | -                                                                         | 74’                                                                       |
| 24-3-2022                                                                 | Erevan                                                                    | Armenia                                                                   | 1 – 0                                                                     | Montenegro                                                                | Amichevole                                                                | -                                                                         | 46’                                                                       |
| 28-3-2022                                                                 | Podgorica                                                                 | Montenegro                                                                | 1 – 0                                                                     | Grecia                                                                    | Amichevole                                                                | -                                                                         | 90+2’                                                                     |
| 4-6-2022                                                                  | Podgorica                                                                 | Montenegro                                                                | 2 – 0                                                                     | Romania                                                                   | UEFA Nations League 2022-2023 - 1º turno                                  | -                                                                         | 79’                                                                       |
| 11-6-2022                                                                 | Podgorica                                                                 | Montenegro                                                                | 1 – 1                                                                     | Bosnia ed Erzegovina                                                      | UEFA Nations League 2022-2023 - 1º turno                                  | -                                                                         | 67’                                                                       |
| 14-6-2022                                                                 | Bucarest                                                                  | Romania                                                                   | 0 – 3                                                                     | Montenegro                                                                | UEFA Nations League 2022-2023 - 1º turno                                  | -                                                                         | 74’                                                                       |
| 17-6-2023                                                                 | Podgorica                                                                 | Montenegro                                                                | 0 – 0                                                                     | Ungheria                                                                  | Qual. Euro 2024                                                           | -                                                                         | 61’ 29’                                                                   |
| 12-10-2023                                                                | Podgorica                                                                 | Montenegro                                                                | 3 – 2                                                                     | Libano                                                                    | Amichevole                                                                | -                                                                         | 46’                                                                       |
| 17-10-2023                                                                | Belgrado                                                                  | Serbia                                                                    | 3 – 1                                                                     | Montenegro                                                                | Qual. Euro 2024                                                           | -                                                                         | 85’                                                                       |
| 19-11-2023                                                                | Budapest                                                                  | Ungheria                                                                  | 3 – 1                                                                     | Montenegro                                                                | Qual. Euro 2024                                                           | -                                                                         | 76’ 88’                                                                   |
| Totale                                                                    |                                                                           | Presenze                                                                  | 18                                                                        |                                                                           | Reti                                                                      | 0                                                                         |                                                                           |

## Palmarès

### Club

#### Competizioni nazionali
- Coppa del Montenegro: 4

Budućnost: 2012-2013, 2018-2019, 2020-2021, 2023-2024
- Campionato montenegrino: 3

Budućnost: 2016-2017, 2019-2020, 2020-2021